# الکساندر برودسکی
 الکساندر برودسکی (روسی: Александр Саввич Бродский؛ زادهٔ ۱۹۵۵) یک معمار اهل روسیه است.